# Mariusz Prudel
Mariusz Prudel (Rybnik, 21 gennaio 1986) è un giocatore di beach volley polacco.

## Palmarès

### Europei
- 1 medaglia:
  - 1 bronzo (Klagenfurt 2013)